# Gli equilibristi
Gli equilibristi è un film italiano del 2012 diretto da Ivano De Matteo ed interpretato da Valerio Mastandrea e Barbora Bobuľová. Il film è stato proiettato nelle sale italiane il 14 settembre 2012, dopo essere stato presentato alla 69ª Mostra internazionale d'arte cinematografica di Venezia.
Lupo De Matteo è il figlio di Ivano De Matteo, regista del film, che qui debuttò sullo schermo.

## Trama
Giulio è un impiegato comunale che si separa dalla moglie dopo un tradimento. Campare con 1200 euro al mese continuando a versare gli alimenti diventa sempre più difficile per l'uomo, che cerca di sbarcare il lunario vivendo in una situazione problematica e cercando di non perdere la sua dignità.

## Premi e riconoscimenti
- 2013 - David di Donatello
  - Migliore attore protagonista a Valerio Mastandrea
  - Nomination Migliore attrice non protagonista a Rosabell Laurenti Sellers
- 2013 - Nastro d'argento
  - Premio Guglielmo Biraghi a Rosabell Laurenti Sellers
  - Nomination Migliore attore protagonista a Valerio Mastandrea
- 2013 - Globo d'oro
  - Nomination Miglior regia a Ivano De Matteo
  - Nomination Miglior sceneggiatura a Ivano De Matteo
  - Nomination Migliore attore a Valerio Mastandrea
- 2013 - Ciak d'oro[2]
  - Nomination Migliore attrice non protagonista a Rosabell Laurenti Sellers
  - Nomination Migliore manifesto
  - Nomination Ciak d'Oro Bello & Invisibile a Ivano De Matteo
- 2013 - Festival di Venezia
  - Premio Pasinetti a Valerio Mastandrea